# Catalunya
Catalunya (phiên âm: "Ca-ta-lu-nha", tiếng Catalunya: Catalunya, phát âm tiếng Catalunya: [kata'luɲa], tiếng Occitan: Catalonha, tiếng Tây Ban Nha: Cataluña) là một cộng đồng tự trị của Tây Ban Nha tọa lạc ở miền đông bắc bán đảo Iberia. Catalunya bao gồm bốn tỉnh: Barcelona, Girona, Lleida, và Tarragona. Thủ phủ và thành phố lớn nhất Catalunya là Barcelona, và cũng là thành phố lớn thứ nhì Tây Ban Nha, sau thủ đô Tây Ban Nha là thành phố Madrid.
Catalunya bao gồm đa phần lãnh thổ trước kia của Thân vương quốc Catalunya (phần Roussillon nay đã thuộc về Pyrénées-Orientales của Pháp). Nó tiếp giáp với vùng Occitanie của Pháp và Andorra về phía bắc, Địa Trung Hải về phía đông, Aragon về phía tây và Valencia về phía nam. Những ngôn ngữ chính thức là tiếng Catalunya, tiếng Tây Ban Nha và phương ngữ Aran của tiếng Occitan.

## Nhầm lẫn về tên gọi: "Xứ Catalan"
Tại Việt Nam, tính từ sở hữu Catalan trong tiếng Anh có nghĩa là thuộc về hoặc có liên quan tới vùng Catalunya bị một số người cho là tên gọi của vùng Catalunya nên họ đã gọi vùng Catalunya là xứ Catalan (từ Catalan ở đây thường được họ đọc là Ca-ta-lăng). Tên gọi trong tiếng Anh của vùng Catalunya là Catalonia chứ không phải là Catalan.

## Lịch sử
Cuối thế kỷ 8, Vương quốc Frank lập ra những bá quốc thuộc vùng Septimania và Marca Hispanica. Các bá quốc này là chư hầu phong kiến, nằm vắt qua và gần phía đông dãy Pyrénées, giữ vai trò là hàng rào phòng thủ chống người Hồi giáo xâm lấn. Các bá quốc phía đông của hai vùng biên thuỳ kể trên thống nhất dưới quyền cai trị của Bá tước xứ Barcelona, và sau này được gọi là Catalunya. Đến năm 1137, Barcelona và Vương quốc Aragón thống nhất thông qua hôn nhân, trở thành Vương quốc Liên hiệp Aragón. Thân vương quốc Catalunya trở thành căn cứ cho sức mạnh hải quân và công cuộc bành trướng trên Địa Trung Hải của Vương quốc Liên hiệp Aragón. Đến cuối thời Trung Cổ, văn học Catalunya trở nên hưng thịnh. Từ năm 1469 đến năm 1516, Quốc vương của Aragón và Nữ vương của Castilla kết hôn và cùng nhau cai trị hai vương quốc, song các tổ chức của hai bên vẫn riêng biệt. Trong Chiến tranh Pháp-Tây Ban Nha (1635-1659), người Catalunya khởi nghĩa (1640–1652) chống lại việc quân đội Hoàng gia đóng quân quy mô lớn trong khu vực, và lập ra một nước cộng hoà dưới quyền bảo hộ của Pháp. Theo các điều khoản của Hiệp định Pyrénées năm 1659 nhằm kết thúc chiến tranh, Tây Ban Nha nhượng một phần phía bắc Catalunya cho Pháp, hầu hết chúng được hợp nhất thành quận Roussillon. Trong Chiến tranh Kế vị Tây Ban Nha (1701–1714), Vương quốc Liên hiệp Aragón chống lại Quốc vương Felipe V của Tây Ban Nha thuộc Nhà Bourbon. Felipe V giành thắng lợi, dẫn đến bãi bỏ các thể chế phi Castilla trên toàn bộ Tây Ban Nha, thay thế tiếng Latinh và các ngôn ngữ khác như tiếng Catalunya bằng tiếng Tây Ban Nha (Castilla) trong các văn kiện pháp lý.
Trong thế kỷ 19, Catalunya chịu tác động nghiêm trọng từ những cuộc chiến tranh Napoléon và nội chiến Carlos. Đến nửa cuối thế kỷ này, Catalunya trải qua công cuộc công nghiệp hoá. Do của cải tăng lên nhờ mở rộng công nghiệp, tại Catalunya diễn ra phục hưng văn hoá đi kèm với chủ nghĩa dân tộc chớm nở, trong khi xuất hiện một số phong trào công nhân. Năm 1914, bốn tỉnh của Catalunya thành lập một Thịnh vượng chung. Đến khi chế độ dân chủ trở lại trong Đệ nhị Cộng hòa Tây Ban Nha (1931–1939), Chính phủ Catalunya được khôi phục với tư cách một chính phủ tự trị. Sau nội chiến Tây Ban Nha, chế độ độc tài của Francisco Franco ban hành các biện áp đàn áp, bãi bỏ các tổ chức Catalunya và quay lại cấm chỉ sử dụng một cách chính thức ngôn ngữ Catalunya. Từ cuối thập niên 1950 đến đầu thập niên 1970, Catalunya trải qua tăng trưởng kinh tế nhanh chóng, thu hút nhiều người lao động trên khắp Tây Ban Nha, biến Barcelona trở thành một trong những vùng đại đô thị công nghiệp lớn nhất châu Âu, và chuyển đổi Catalunya thành một địa điểm du lịch lớn. Kể từ khi Tây Ban Nha khôi phục chế độ dân chủ (1975–1982), Catalunya giành lại một số quyền tự trị về chính trị và văn hoá, và nay là một trong những cộng đồng năng động về kinh tế bậc nhất tại Tây Ban Nha.
Ngày 1 tháng 10 năm 2017, một cuộc trưng cầu dân ý độc lập Catalunya nhưng toà án Tây Ban Nha tuyên bố đây là hành động bất hợp pháp. Theo quan chức Catalunya, khoảng 2,26 triệu người trong số 5,34 triệu cử tri đã bỏ phiếu, 90% trong số này ủng hộ độc lập. Ngày 18/10/2017 dẫn lời Phó thủ tướng Soraya Saenz de Santamaria nhấn mạnh điều 155 trong hiến pháp sẽ được kích hoạt để tước quyền tự trị của Catalunya nếu nhất quyết ly khai.
Ngày 27 tháng 10 năm 2017, nghị viện Catalunya bỏ phiếu ủng hộ Nghị quyết tuyên bố độc lập khỏi Tây Ban Nha và trở thành một nước cộng hòa. Chính phủ Tây Ban Nha sa thải Thủ hiến Carles Puigdemont và giải tán nghị viện Catalunya chỉ vài giờ sau khi vùng này tuyên bố trở thành quốc gia độc lập.

## Hành chính
Catalunya được tổ chức hành chính thành các tỉnh, chia tiếp thành các comarca và khu tự quản. Quy chế Tự trị Catalunya năm 2006 thiết lập tổ chức hành chính gồm ba cấp chính quyền địa phương: vegueria, comarca, và khu tự quản.
Catalunya có bốn tỉnh, thể chế quản lý cấp tỉnh là Đoàn Đại biểu cấp tỉnh (tiếng Catalunya: Diputació Provincial, tiếng Tây Ban Nha: Diputación Provincial). Bốn tỉnh và dân số vào năm 2009:
- Tỉnh Barcelona: 5.507.813 người.
- Tỉnh Girona: 752.026 người.
- Tỉnh Lleida: 439.253 người.
- Tỉnh Tarragona: 805.789 người.

Hiện tại có 948 khu tự quản (municipis) tại Catalunya, mỗi khu tự quản nằm dưới quyền quản lý của một hội đồng (ajuntament) do cư dân bầu ra trong các cuộc bầu cử địa phương. Hội đồng có số lượng thành viên (regidors) tuỳ theo dân số, họ bầu ra thị trưởng (alcalde hay batlle). Trụ sở là toà thị chính (ajuntament, casa de la ciutat hoặc casa de la vila). 
| Hạng | Khu tự quản               | Comarca           | Dân số    |
| ---- | ------------------------- | ----------------- | --------- |
| 1    | Barcelona                 | Barcelonès        | 1.621.537 |
| 2    | L'Hospitalet de Llobregat | Barcelonès        | 257.038   |
| 3    | Badalona                  | Barcelonès        | 219.547   |
| 4    | Terrassa                  | Vallès Occidental | 210.941   |
| 5    | Sabadell                  | Vallès Occidental | 206.493   |
| 6    | Tarragona                 | Tarragonès        | 140.323   |
| 7    | Lleida                    | Segrià            | 135.920   |
| 8    | Mataró                    | Maresme           | 121.722   |
| 9    | Santa Coloma de Gramenet  | Barcelonès        | 119.717   |
| 10   | Reus                      | Baix Camp         | 107.118   |

Comarca (số nhiều: comarques) là các thực thể gồm các khu tự quản, được tạo ra để quản lý trách nhiệm và dịch vụ của chúng. Phân cấp khu vực hiện hành có nguồn gốc theo một sắc lệnh của Generalitat de Catalunya vào năm 1936, có hiệu lực cho đến năm 1939 khi bị Franco đình chỉ. Năm 1987, chính phủ thông qua một đề án phân chia lãnh thổ khác và đến năm 1988 có ba comarca mới được lập ra (Alta Ribagorça, Pla d'Urgell và Pla de l'Estany), và đến năm 2015 thì lập ra Moianès. Hiện tại Catalunya có 41 comarca. Comarca Val d'Aran (thung lũng Aran) có vị thế đặc biệt và chính quyền tự trị tại đó gọi là Conselh Generau d'Aran. Vegueria (số nhiều: vegueries) là một loạt phân cấp mới, theo quy chế tự trị hiện hành thì vegueria được sự tính thay thế các tỉnh của Catalunya, và tiếp quản nhiều chức năng của các comarca.
Kế hoạch lãnh thổ Catalunya (Pla territorial general de Catalunya) tạo ra sáu khu vực chức năng tổng thể, song được sửa đổi theo Luật 24/2001, công nhận Alt Pirineu i Aran là một khu vực chức năng mới tách từ Ponent. Ngày 14 tháng 7 năm 2010, Nghị viện Catalunya phê chuẩn thành lập khu chức năng Penedès.
- Alt Pirineu i Aran: Alta Ribagorça, Alt Urgell, Cerdanya, Pallars Jussà, Pallars Sobirà và Val d'Aran.
- Àmbit Metropolità de Barcelona: Baix Llobregat, Barcelonès, Garraf, Maresme, Vallès Oriental và Vallès Occidental.
- Camp de Tarragona: Tarragonès, Alt Camp, Baix Camp, Conca de Barberà và Priorat.
- Comarques gironines: Alt Empordà, Baix Empordà, Garrotxa, Gironès, Pla de l'Estany, La Selva và Ripollès.
- Comarques centrals: Anoia (8 khu tự quản), Bages, Berguedà, Osona và Solsonès.
- Penedès: Alt Penedès, Baix Penedès, Anoia (25 khu tự quản) và Garraf.
- Ponent: Garrigues, Noguera, Segarra, Segrià, Pla d'Urgell và Urgell.
- Terres de l'Ebre: Baix Ebre, Montsià, Ribera d'Ebre và Terra Alta.

## Nhân khẩu
Năm 2016, dân số chính thức của Catalunya là 7.448.332 người. Khoảng 1.104.782 cư dân không phải là công dân Tây Ban Nha, chiếm khoảng 15% dân số. Vùng đô thị Barcelona có 5.217.864 người trên diện tích 2.268 km², và khoảng 1,7 triệu người sống trong bán kính 15 km từ trung tâm Barcelona. Vùng đại đô thị Barcelona gồm cả những thành phố như L'Hospitalet de Llobregat, Sabadell, Terrassa, Badalona, Santa Coloma de Gramenet và Cornellà de Llobregat.
Năm 1900, dân số Catalunya là 1.966.382 người và đến năm 1970 tăng lên 5.122.567 người. Dân số gia tăng đáng kể là do bùng nổ nhân khẩu tại Tây Ban Nha trong thập niên 1960 và đầu thập niên 1970, cũng như là kết quả của di cư quy mô lớn trong nước từ những vùng nông thôn kinh tế yếu kém khác đến những thành phố công nghiệp thịnh vượng hơn trong vùng. Tại Catalunya, làn sóng di cư nội địa tập trung nhiều từ Andalucía, Murcia và Extremadura. Người nhập cư từ các quốc gia khác định cư tại Catalunya vào thập niên 1990 và 2000, có một tỷ lệ lớn di dân từ Bắc Phi và Mỹ Latinh, và lượng người ít hơn đến từ châu Á và Đông Âu, họ thường sống trong các trung tâm đô thị như Barcelona và các khu vực công nghiệp.
Tôn giáo tại Catalunya (2014)
Trong quá khứ, gần như toàn thể cư dân Catalunya là tín đồ Cơ Đốc giáo, cụ thể là Công giáo La Mã, song từ năm 1980 diễn ra xu hướng Cơ Đốc giáo suy thoái và song song là phát triển số người không tôn giáo (bao gồm vô thần và bất khả tri) và các tôn giáo khác. Theo một nghiên cứu vào năm 2014 do Chính phủ Catalunya bảo trợ, 56,5% người Catalunya theo Cơ Đốc giáo, trong đó 52,4% theo Công giáo La Mã, 2,5% theo các giáo phái Tin Lành, 1,2% theo Chính thống giáo Đông phương và 0,4% theo Nhân chứng Jehovah. Trong khi đó, 18,2% dân chúng tự nhận theo thuyết vô thần, 12% là người bất khả tri, 7,3% là người Hồi giáo, 1,3% theo Phật giáo, và 2,3% thuộc các tôn giáo khác.
Ngôn ngữ

Các khu vực nói tiếng Catalunya tại châu Âu.

Theo điều tra ngôn ngữ học của Chính phủ Catalunya vào năm 2013, tiếng Tây Ban Nha là ngôn ngữ được nói nhiều nhất tại Catalunya (46,53% trả lời tiếng Tây Ban Nha là "bản ngữ"), tiếp đến là tiếng Catalunya (37,26% nhận tiếng Catalunya là "bản ngữ"). Trong sử dụng hàng ngày, 11,95% cư dân cho biết sử dụng hai ngôn ngữ ngang nhau, trong khi 45,92% chủ yếu sử dụng tiếng Tây Ban Nha và 35,54% chủ yếu sử dụng tiếng Catalunya. Tồn tại khác biệt đáng kể, vùng đại đô thị Barcelona (và ở mức độ thấp hơn là khu vực Tarragona) là nơi tiếng Tây Ban Nha được nói nhiều hơn so với tiếng Catalunya, còn tại những vùng có tính nông thôn cao hơn thì tiếng Catalunya chiếm ưu thế rõ rệt so với tiếng Tây Ban Nha.
Kể từ Quy chế Tự trị năm 1979, tiếng Aran (một phương ngữ của tiếng Occitan Gascon) cũng có vị thế chính thức và nhận bảo hộ đặc biệt tại Val d'Aran. Khu vực nhỏ này có 7.000 cư dân và là nơi duy nhất một phương ngữ của tiếng Occitan có vị thế chính thức hoàn toàn. Đến ngày 9 tháng 8 năm 2006, khi quy chế tự trị mới có hiệu lực thì tiếng Occitan trở thành ngôn ngữ chính thức trên khắp Catalunya. Tiếng Occitan là ngôn ngữ mẹ đẻ của 22,5% cư dân Val d'Aran. Ngôn ngữ ký hiệu Catalunya cũng được công nhận chính thức.
tiếng Catalunya có nguồn gốc trên lãnh thổ lịch sử của Catalunya, được hưởng vị thế đặc biệt từ khi phê chuẩn quy chế tự trị vào năm 1979, theo đó quy định nó là "bản ngữ của Catalunya", một thuật ngữ biểu thị nó là ngôn ngữ có vị thế pháp lý đặc biệt trong một lãnh thổ Tây Ban Nha, hoặc được nói trong một khu vực nhất định và có tính lịch sử. Dưới chế độ độc tài Franco, tiếng Catalunya bị loại bỏ khỏi hệ thống giáo dục công lập và toàn bộ những trường hợp sử dụng chính thức khác, chẳng hạn các gia đình không được phép đăng ký tên tiếng Catalunya cho trẻ. Mặc dù chưa từng bị cấm chỉ hoàn toàn, song xuất bản bằng tiếng Catalunya bị hạn chế nghiêm ngặt vào đầu thập niên 1940, chỉ có các văn bản tôn giáo và văn bản tự xuất bản quy mô nhỏ mới được phép phát hành. Một số sách được xuất bản bí mật hoặc phá vỡ hạn chế bằng cách thể hiện ngày xuất bản là trước năm 1936. Chính sách này thay đổi vào năm 1946, khi khôi phục phát hành văn bản tiếng Catalunya một cách không hạn chế. Sau khi kết thúc chế độ độc tài của Franco, các thể chế dân chủ tự quản mới được thành lập tại Catalunya tiến hành một chính sách ngôn ngữ dài hạn nhằm tăng cường sử dụng tiếng Catalunya

## Kinh tế

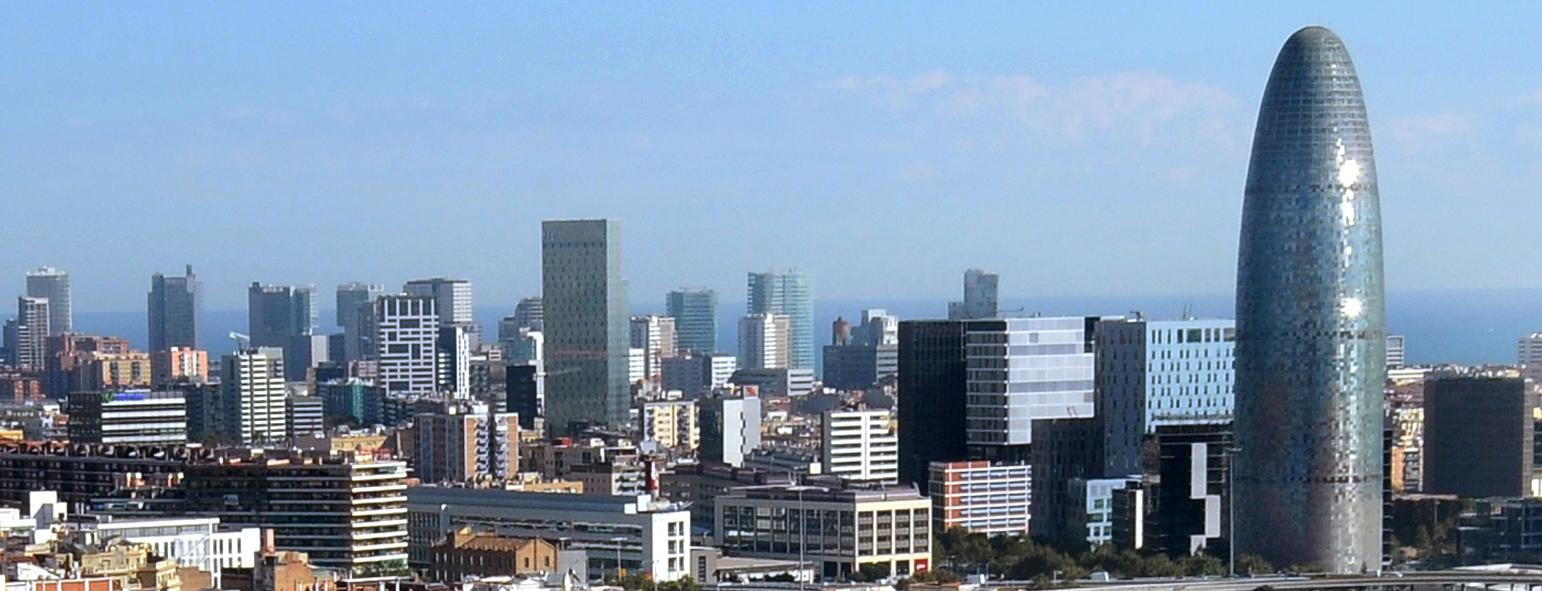
Khu trung tâm kinh doanh tại Barcelona.

Catalunya là khu vực công nghiệp hoá cao độ, có GDP danh nghĩa vào năm 2014 đạt 200 tỉ euro (cao nhất Tây Ban Nha) và GDP bình quân đạt khoảng 27.000 euro, xếp sau Cộng đồng Madrid (khoảng 31.000 euro), Xứ Basque (khoảng 30.000 euro) và Navarra (khoảng 28.000 euro). Cũng trong năm 2014, tăng trưởng GDP đạt 1,4%. Trong những năm qua số lượng công ty có trụ sở tại Catalunya chuyển đến các cộng đồng tự trị khác tại Tây Ban Nha cao hơn so với xu hướng ngược lại. Năm 2014, Catalunya mất 987 công ty đến các nơi khác tại Tây Ban Nha (chủ yếu là Madrid), và đón nhận 602 công ty đến từ những nơi khác trong nước.
Trong bối cảnh khủng hoảng tài chính năm 2008, Catalunya được dự tính chịu suy thoái gần 2% GDP khu vực vào năm 2009. Nợ của Catalunya vào năm 2012 ở mức cao nhất trong số toàn bộ các cộng đồng tự trị của Tây Ban Nha, đạt 13.476 triệu euro, tức là 38% tổng nợ của 17 cộng đồng tự trị, song trong những năm gần đây kinh tế khu vực khôi phục tiến triển tích cực và GDP tăng trưởng 3,3% vào năm 2015.
Catalunya thuộc "Bốn động cơ của châu Âu", cùng với Milano của Ý, Lyon của Pháp và Stuttgart của Đức. Phân bổ các khu vực kinh tế giai đoạn 2000-2006 như sau: Khu vực sơ khai chiếm 3% với lượng đất dành cho sử dụng nông nghiệp chiếm 33%; khu vực thứ hai chiếm 37% (so với 29% của toàn Tây Ban Nha), khu vực thứ ba chiếm 60% (so với 67% của toàn Tây Ban Nha)
Các địa điểm du lịch chính tại Catalunya là thành phố Barcelona, những bãi biển Costa Brava thuộc Girona, những bãi biển Costa del Maresme và Costa del Garraf từ Malgrat de Mar đến Vilanova i la Geltrú và Costa Daurada thuộc Tarragona. Tại vùng Pyrénées cao có một vài khu trượt tuyết, nằm gần Lleida. Ngày 1 tháng 11 năm 2012, Catalunya bắt đầu thu thuế du lịch. Tiền thu về sẽ được sử dụng để xúc tiến du lịch, và để duy trì cùng nâng cấp cơ sở hạ tầng liên quan đến du lịch.
Nhiều ngân hàng tiết kiệm đặt tại Catalunya, 10 trong số 46 ngân hàng tiết kiệm của Tây Ban Nha có trụ sở tại khu vực. Trong đó có ngân hàng tiết kiệm hàng đầu châu Âu là La Caixa. Ngân hàng tư nhân đầu tiên tại Catalunya là Banco Sabadell, xếp hạng tư trong các ngân hàng tư nhân trên toàn quốc. Thị trường chứng khoán Barcelona lớn thứ nhì Tây Ban Nha sau Madrid.